# Сойер, Томас (футболист)
То́мас Со́йер (англ. Thomas Sawyer; 12 ноября 1870 — 17 февраля 1958), также известный как Том Со́йер (англ. Tom Sawyer) — английский футболист, нападающий.

## Футбольная карьера
В сезоне 1894/95 выступал за «Дерби Каунти». Провёл 2 матча в Первом дивизионе на позиции инсайда.
Неизвестно, где он провёл последующие четыре года, но 17 октября 1899 года Том перешёл в клуб «Ньютон Хит» из Манчестера. Дебютировал в основном составе «язычников» 14 октября 1899 года в матче против «Смолл Хит». Выступал за команду на протяжении двух сезонов на позиции правого крайнего нападающего, сыграв в общей сложности 6 официальных матчей. В дальнейшем играл за «Чорли» и «Честерфилд» (9 матчей в сезоне 1901/02).